# Adama (album)
Pour les articles homonymes, voir Adama.
Albums de Avishai Cohen
Devotion
(1999)
Adama est le premier album d'Avishai Cohen, paru en 1998.

## Liste des titres
1. Ora
2. Madrid
3. Bass Suite #1
4. Reunion Of The Souls
5. Dror
6. No Change
7. Bass & Bone Fantasy
8. Adama
9. Bass Suite #2
10. Besame Mucho
11. Gadu
12. Jasonity

## Musiciens
- Avishai Cohen (contrebasse)
- Amos Hoffman  (guitare, oud)
- Jeff Ballard (batterie, percussions)
- Don Alias  (congas)
- Claudia Acuna (chant)
- Jordy Rossi  (batterie)

Plusieurs artistes ont aussi participé à ce disque dont Chick Corea, Brad Mehldau, Steve Wilson, Steve Davis, Danilo Perez, Jason Lindner.